# Mirogniew
Mirogniew – staropolskie imię męskie, złożone z członów Miro- (pokój, spokój, dobro) oraz -gniew. Mogło oznaczać: ten, który uśmierza gniew.
Imię występowało od 1218 roku. W XXI wieku nie występuje w publicznie dostępnych danych rejestru PESEL, wśród informacji dotyczących osób żyjących.
Mirogniew imieniny obchodzi 24 stycznia i 30 maja.